# Улица Иоанна Максимовича
Улица Иоанна Максимовича (укр. Вулиця Іоанна Максимовича) — улица в Новозаводском районе города Чернигова. Пролегает от улицы Александра Мациевского (Попудренко) до улицы Николая Василенко.
Примыкает переулок Иоанна Максимовича (Попудренко), улицы Пантелеймоновская (Малясова), Фабричная.

## История
Улица была проложена в 1920-е годы и названа в 1927 году улицей Самойловой — в честь российского политика, революционерки Конкордии Николаевны Самойловой. Другая улица была проложена в 1930-е годы и названа Школьной улицей. В 1940 году улица Самойловой переименована на улицу Островского — в честь советского писателя Николая Алексеевича Островского. В 1974 году к улице Островского была присоединена Школьная улица, поскольку в городе появилась еще одна Школьная улица — после вхождения села Бобровица в состав города Чернигова. 
19 февраля 2016 года улица получила современное название — в честь епископа Русской православной церкви, архиепископа Черниговского и Новгород-Северского (1697-1711 годы) Иоанна Тобольсклого, согласно Распоряжению городского главы В. А. Атрошенко Черниговского городского совета № 54-р «Про переименование улиц города» («Про перейменування вулиць міста»)

## Застройка
Улица пролегает в южном направлении. Парная и непарная стороны улицы заняты усадебной застройкой, парная сторона между улицами Малясова и Фабричная занята территорией учреждений обслуживания (областная экологическая инспекция и школа № 17). 
Учреждения:
1. дом № 37 — детсад № 37

Есть ряд значимых и рядовых исторических зданий, что не являются памятниками архитектуры или истории: усадебные дома №№ 9/11, 13, 21, 23.